# Camillus (hrabstwo Onondaga)
Camillus – wieś w Stanach Zjednoczonych, w stanie Nowy Jork, w hrabstwie Onondaga.